# اس‌سی‌اچ-۷۹۶۸۷
اس‌سی‌اچ-۷۹۶۸۷ (به انگلیسی: SCH-79687) با فرمول شیمیایی C۱۸H۱۶Cl۲N۴O یک ترکیب شیمیایی با شناسه پاب‌کم ۹۸۰۱۷۴۳ است. که جرم مولی آن ۳۷۵٫۲۵۱ g/mol می‌باشد. 